# Beckerina aequatoriana
Beckerina aequatoriana är en tvåvingeart som beskrevs av Borgmeier och Prado 1975. Beckerina aequatoriana ingår i släktet Beckerina och familjen puckelflugor.
Artens utbredningsområde är Ecuador. Inga underarter finns listade i Catalogue of Life.